# Росляков, Михаил Васильевич
Михаил Васильевич Росляков — советский хозяйственный, государственный и политический деятель.

## Биография
Родился в 1897 году в Санкт-Петербурге. 
Образование - Военно-медицинская академия. Работал в хирургическом госпитале.
С 1910 года — на хозяйственной, общественной и политической работе. В 1910—1917 гг. — учитель, фельдшер русской армии, инструктор дезинфекционной бригады по борьбе с эпидемиями в Петрограде. В 1917 г. - красногвардеец в Петрограде. В 1918-1920 гг. - участник Гражданской войны, политком Западной кавалерийской дивизии, участник боев с интервентами и белогвардейцами, белополяками. 
В 1920-1924 гг. работал в Новгородской губернии: ответственный секретарь Новгородского губернского комитета РКП(б), заведующий Новгородским губернским отделом здравоохранения, заведующий Организационно-инструкторским отделом Новгородского губернского комитета РКП(б), заведующий Новгородским губернским отделом управления, заместитель председателя Исполнительного комитета Новгородского губернского Совета, председатель Новгородской губернской плановой комиссии, председатель Новгородского губернского комитета по внутренней торговле, секретарь Плановой комиссии, ответственный секретарь, член Президиума Северо-Западного экономического Совета.
В 1924 г. вернулся в Петроград: преподаватель, заведующий кафедрой экономической политики и теории советского хозяйства, теории и практики и планирования Ленинградского технологического, политехнического, восточного института, заместитель председателя Ленинградской областной плановой комиссии, заведующий Ленинградским областным и городским финансовыми отделами.
В 1934 - один из свидетелей по делу об убийстве С.М.Кирова. В 1970-1980-х гг. - автор воспоминаний об этом событии.
В мае 1935 г. выслан из Ленинграда на работу в Горьковскую область:  заведующий Горьковским краевым/областным финансовым отделом, управляющий Горьковской областной конторой Промышленного Банка СССР.
28 ноября 1937 г. арестован по обвинению в участии в право-троцкистской АСО Наркомфина СССР. Вину не признал. Был включен НКВД в  "Сталинский расстрельный список" от 12 сентября 1938 г. (Горьковская область) по 1-й категории (расстрел).  Ввиду того, что свою вину не признал ни на следствии, ни на суде, Военным Трибуналом Московского Военного Округа дело было послано на доследование. Вместо этого, 10 сентября 1940 г. Особым Совещанием при МГБ СССР был осужден по статьям 17-58, п. 8, 58, п. 7, 58-11 УК РСФСР к 8 годам ИТЛ, которые отбывал в Котласе и Кулунде. Отбыл весь срок.
После освобождения - начальник Планового отдела Сталинского строительного управления треста «Карагандажилстрой», вновь репрессирован, начальник Планового отдела Карагандинского управления «Стройсантехмонтаж».
В ноябре 1948 г. вновь арестован как "повторник".  16 февраля 1949 г. был осужден по тому же обвинению к бессрочной ссылке в г. Караганда. После смерти И.В.Сталина добился освобождения и реабилитации 10 марта 1956 г.
В 1957 г. вернулся в Ленинград: ответработник «Леноблстроя», ВНИИ переработки топлива, председатель Совета ветеранов партии при Ленинградском областном комитете КПСС.
Член КПСС с 1918 года. Делегат XVII и XXVI съездов КПСС.
Умер в Ленинграде в 1985 году.